# Verpleegkundig kinderdagverblijf
Een verpleegkundig kinderdagverblijf (VKD) is een opvang voor chronisch of langdurig zieke kinderen.
Er werken kinderverpleegkundigen en pedagogische medewerkers om de kinderen zorg en ontwikkeling te bieden. Voorbeelden van verpleegkundige handelingen: 
- sondevoeding verwisselen
- bloedsuiker prikken
- insuline toedienen
- monitorbewaking
- zuurstof toedienen
- wondverzorging
- medicatie toedienen